# Список населённых пунктов Каргопольского района
*Административные центры указаны жирным шрифтом
- Каргопольское городское поселение
  - Зажигино
  - Каргополь
- Ошевенское сельское поселение
  - Агафоновская
  - Большой Халуй
  - Бор
  - Воробьевская
  - Гарь
  - Кроминская
  - Низ
  - Нифантовская
  - Погост
  - Погост Наволочный
  - Поздышевская
  - Черепашевская
  - Ширяиха
- Павловское сельское поселение
  - Абакумово
  - Андроновская
  - Белая
  - Большая Кондратовская
  - Большая Середка
  - Быково
  - Васьковская
  - Волошка
  - Демидовская
  - Еремеевская
  - Ершиха
  - Жуковская
  - Залесье
  - Заляжье
  - Зелёный Бор
  - Игнашевская
  - Казаково
  - Калитинка
  - Кипрово
  - Кириллово
  - Кривошеиха
  - Кузино
  - Кузьмина
  - Лавровская
  - Лазаревская
  - Лапинская
  - Лашутино
  - Лодыгино
  - Лукино
  - Малая Кондратовская
  - Мартаково
  - Меньшаковская
  - Морщихинская
  - Мыза
  - Петровская
  - Погост
  - Полупоповка
  - Пономарево
  - Поршневская
  - Потаниха
  - Пригородный
  - Рябово
  - Савино
  - Сидоровская
  - Стегневская
  - Тарасовская
  - Тимошинская
  - Турово
  - Чертовицы Нижние
- Печниковское сельское поселение
  - Антоновская
  - Анфаловская
  - Ватамановская
  - Воротниковская
  - Гавриловская
  - Гужово
  - Дудкинская
  - Думино
  - Ившинская
  - Илекинская
  - Казариновская
  - Кайсаровская
  - Киселевская
  - Красниковская
  - Кучепалда
  - Лисицинская
  - Морщихинская
  - Ожегово
  - Олеховская
  - Прокошинская
  - Столетовская
  - Стрелковская
  - Фоминская
  - Хвалинская
- Приозерное сельское поселение
  - Акуловская
  - Ананьинская
  - Андреевская
  - Ануковская
  - Афаносовская
  - Барановская
  - Бронево
  - Брониковская
  - Брычнь
  - Быковская
  - Васильевская
  - Евдокимовская
  - Ерзауловская
  - Ескинская
  - Ивкино
  - Климовская
  - Кожевникова
  - Кувшинова
  - Лобановская
  - Ломакино
  - Марковская
  - Машкинская Горка
  - Машкинское Подгорье
  - Мишковская
  - Никифоровская
  - Никулинская
  - Озерко
  - Олешевская
  - Опихановская
  - Ореховская
  - Осташевская
  - Петуховская
  - Полутинская
  - Преслениха
  - Пузыревская
  - Романово
  - Савинская
  - Савинская
  - Семёновская
  - Сигаевская
  - Сорокинская
  - Спицинская
  - Тереховская
  - Тороповская
  - Трофимовская
  - Усачевская
  - Фефеловская
  - Шелоховская
  - Шулепово
  - Шушерино
  - Щепиново
  - Юлинское
- Ухотское сельское поселение
  - Алексинская
  - Анфимова
  - Астафьево
  - Барановская
  - Василёво
  - Васильево
  - Волосовская
  - Горка
  - Горка
  - Григорьево
  - Грихневская
  - Давыдово
  - Давыдово
  - Давыдовская
  - Данилово
  - Дергуново
  - Дуброво
  - Елизарово
  - Ерёмино
  - Ефремово
  - Железниковская
  - Жеребчевская
  - Загорье
  - Запарино
  - Заполье
  - Заполье
  - Зобово
  - Зыково
  - Ильино
  - Исаково
  - Ишуково
  - Капово
  - Кекинская
  - Киняково
  - Ковежское
  - Кольцово
  - Кононово
  - Кононовская
  - Красково
  - Кречетово
  - Кропачева
  - Кузнецово
  - Лавровская
  - Лаптево
  - Ларионово
  - Леонтьево
  - Лохово
  - Лукино
  - Макаровская
  - Мальшинское
  - Манойловская
  - Матвеева
  - Медведево
  - Митрофаново
  - Михайловская
  - Михалёво
  - Михалевская
  - Моисеево
  - Мокеевская
  - Мостовая
  - Мурховская
  - Мячевская
  - Низ
  - Никифорово
  - Никулинская
  - Новое Село
  - Орлово
  - Осташевская
  - Осютино
  - Патровская (Тихманга)
  - Песок (Ухта)
  - Площадная
  - Погорелка
  - Погост
  - Прилучная
  - Прокопьево
  - Ручьевская
  - Савинская
  - Сазоново
  - Самсоново
  - Сварозеро
  - Селище
  - Село
  - Сергеево
  - Сивчевская
  - Скорюково
  - Совза
  - Солза
  - Спирово
  - Стукаловская
  - Терехово
  - Тоболкино
  - Фатьяново
  - Филипповская
  - Философская
  - Харлушино
  - Чагловская
  - Чагово
  - Черницыно
  - Чирьево
  - Шишкино
  - Шуйгино
  - Шульгинская
  - Юркино